# Jules Boyer (homme politique, 1888-1937)
Pour les articles homonymes, voir Jules Boyer et Boyer.
Jules Pierre Boyer (Jules, Pierre, Mathieu, Auguste Boyer) est un homme politique français né le 15 décembre 1888 à Lavoûte-sur-Loire (Haute-Loire) et décédé le 11 septembre 1937 au Puy-en-Velay (Haute-Loire).

## Biographie
Jules Boyer est voyageur de commerce lorsqu'il est mobilisé en 1914. Quelques mois après il est blessé au visage et revient en Haute-Loire.
Il est conseiller municipal du Puy-en-Velay, conseiller d'arrondissement et président du conseil d'arrondissement, puis conseiller général du canton Sud-Est du Puy-en-Velay. Il est élu député de la Haute-Loire lors de scrutin de liste départemental du 11 mai 1924, second sur la liste d'Union des républicains, conduite par Laurent Eynac. Il s' inscrit au groupe de la Gauche radicale. Lors des élections d'avril 1928, au scrutin d'arrondissement, il est candidat dans la 1re circonscription du Puy et élu par 8.172 voix contre 7.294 à M. Constant. Il est secrétaire de la Chambre de 1924 à 1932.
Mutilé de guerre, il s'occupe beaucoup des droits des anciens combattants.
Jules Boyer est officier de la Légion d'honneur et médaillé militaire.

## Distinctions
- Officier de la Légion d'honneur
- Médaille militaire